# شارل دو غول - إتوال (مترو باريس)
شارل دو غول - إتوال (بالفرنسية: Charles de Gaulle – Étoile (Paris Métro and RER)) هي محطة مترو تابعة لمترو باريس تقع في فرنسا في الدائرة السادسة عشرة في باريس.[بحاجة لمصدر]

## معرض صور

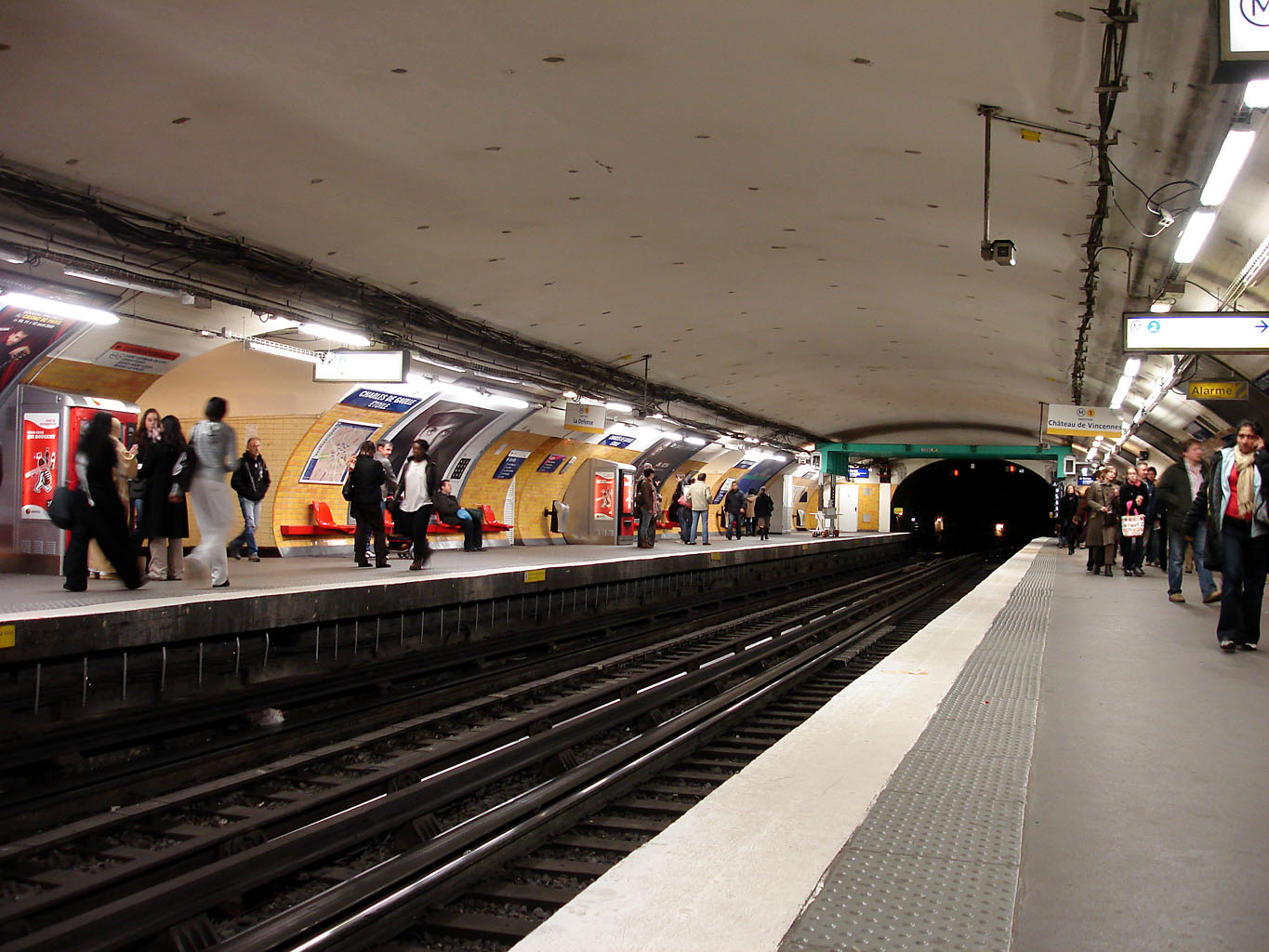
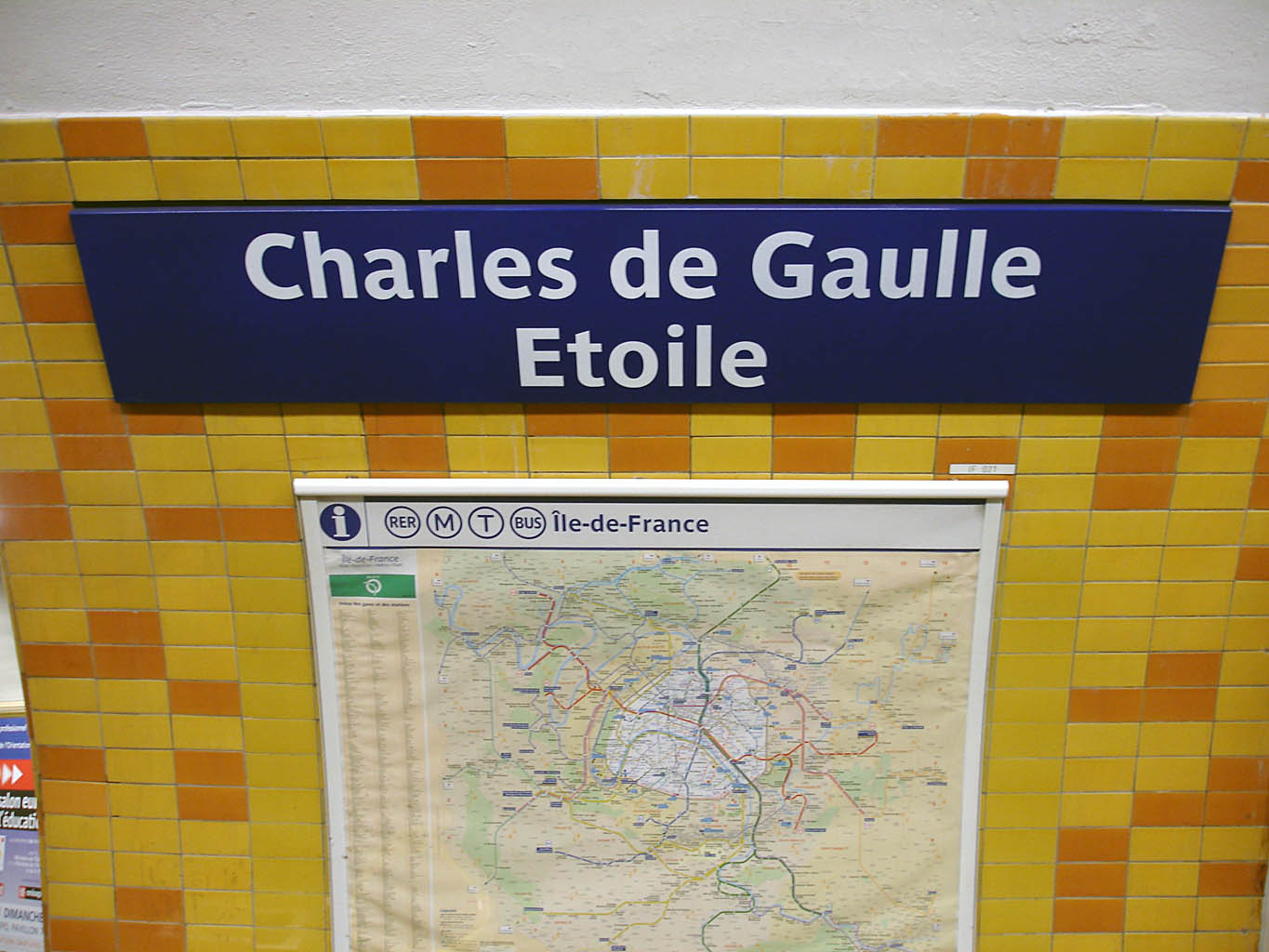
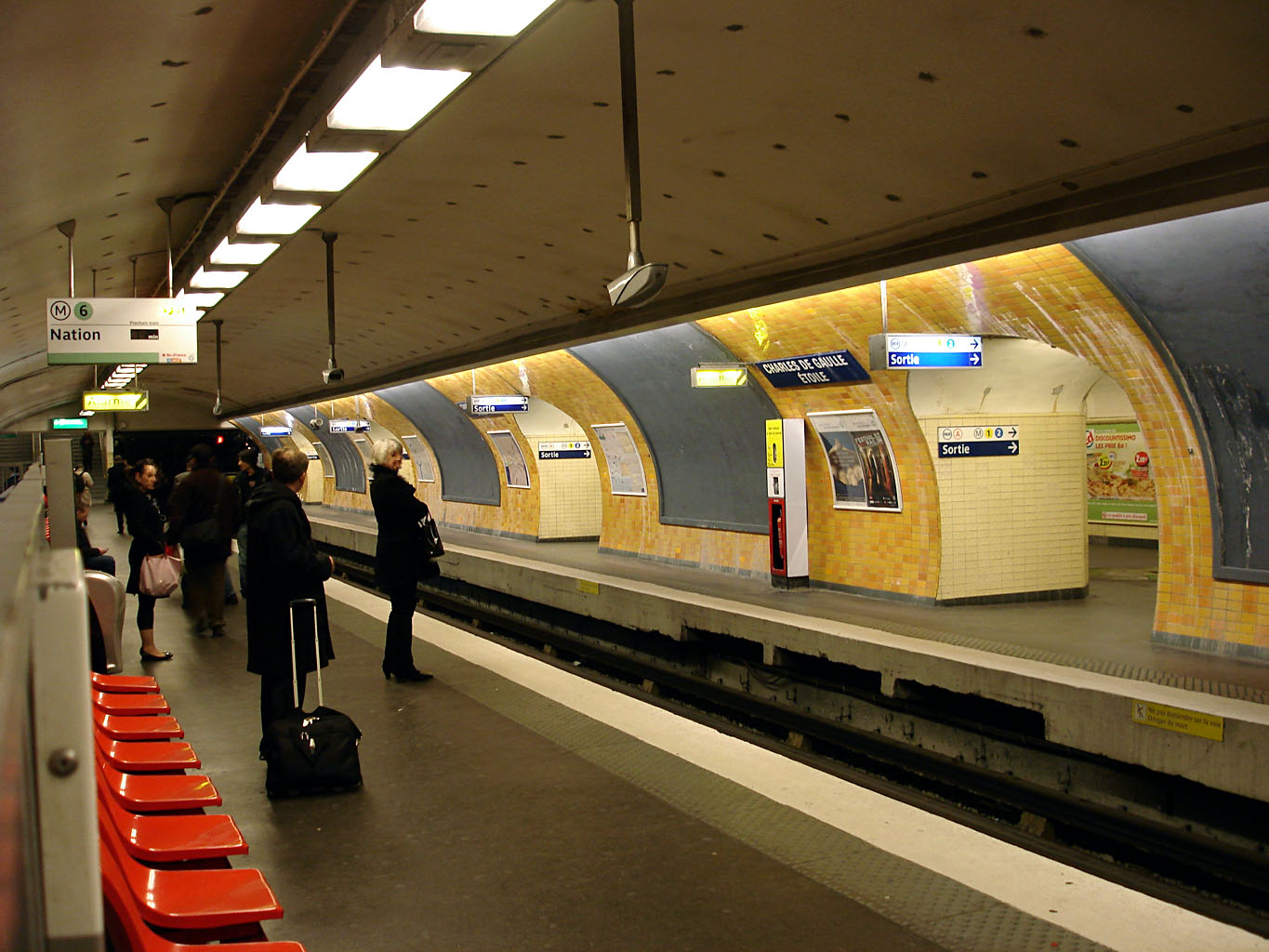